# Calathea sophiae
Calathea sophiae är en strimbladsväxtart som beskrevs av Huber. Calathea sophiae ingår i släktet Calathea och familjen strimbladsväxter. Inga underarter finns listade.